# Дрид, Насер Эдин
Насер Эдин Дрид (араб. نصر الدين دريد‎; род. 22 января 1957, Тебесса, Алжир) — алжирский футболист, играл на позиции вратаря.
Дрид провёл большую часть своей футбольной карьеры в алжирских клубах: «УСМ Эль Хараш», «УСМ Бел-Аббес» и «МК Оран». Он также играл в Марокко, выступая за клуб «Раджа Касабланка» в 1988-1989 годах. Затем он вернулся в Алжир и завершил свою футбольную карьеру в «МК Оране» в 1990 году.

## Достижения

### Клубные
- Чемпион Алжира в сезоне 1987/1988 в составе «МК Орана»
  - 2-е место в чемпионате Алжира в составе «МК Орана» в сезонах: 1986/1987 и 1989/1990.
- Победитель Африканского Кубка чемпионов в розыгрыше 1989 года в составе «Раджи Касабланки»

### Со сборной Алжира
- 3-е место на Кубке африканских наций 1984 года в Кот-д’Ивуаре и 1988 года в Марокко
- Бронзовая медаль на Панарабских играх 1985 года в Касабланке
- Участие в Чемпионате мира 1986 года в Мексике